# Metta World Peace
Metta Sandiford-Artest, né Ronald William Artest Jr le 13 novembre 1979 à New York, est un joueur américain de basket-ball. Il est réputé pour la qualité de sa défense et ses interceptions.

## Biographie

### Carrière sportive
Ron Artest commence le sport par le baseball puis le football américain avant de se lancer dans le basket-ball, fasciné par ceux qui jouent sur les playgrounds de son quartier. Il passe sa jeunesse à jouer sur les playgrounds de Queensbridge à New York. Il développe rapidement des talents qui lui permettent d'intégrer l'équipe des St. John's Red Storm de l'université St John's. Artest y passe deux ans avant de se présenter à la Draft 1999 de la NBA.

#### Bulls de Chicago (1999-2002)
Il est sélectionné en 16e position par les Bulls de Chicago, son équipe favorite. Auréolé d'une réputation d'excellent défenseur, beaucoup d'observateurs voient en lui un joueur caractériel difficile à gérer. Il remporte les honneurs de la NBA All-Rookie Second Team durant sa première saison.

#### Pacers de l'Indiana (2002-2006)

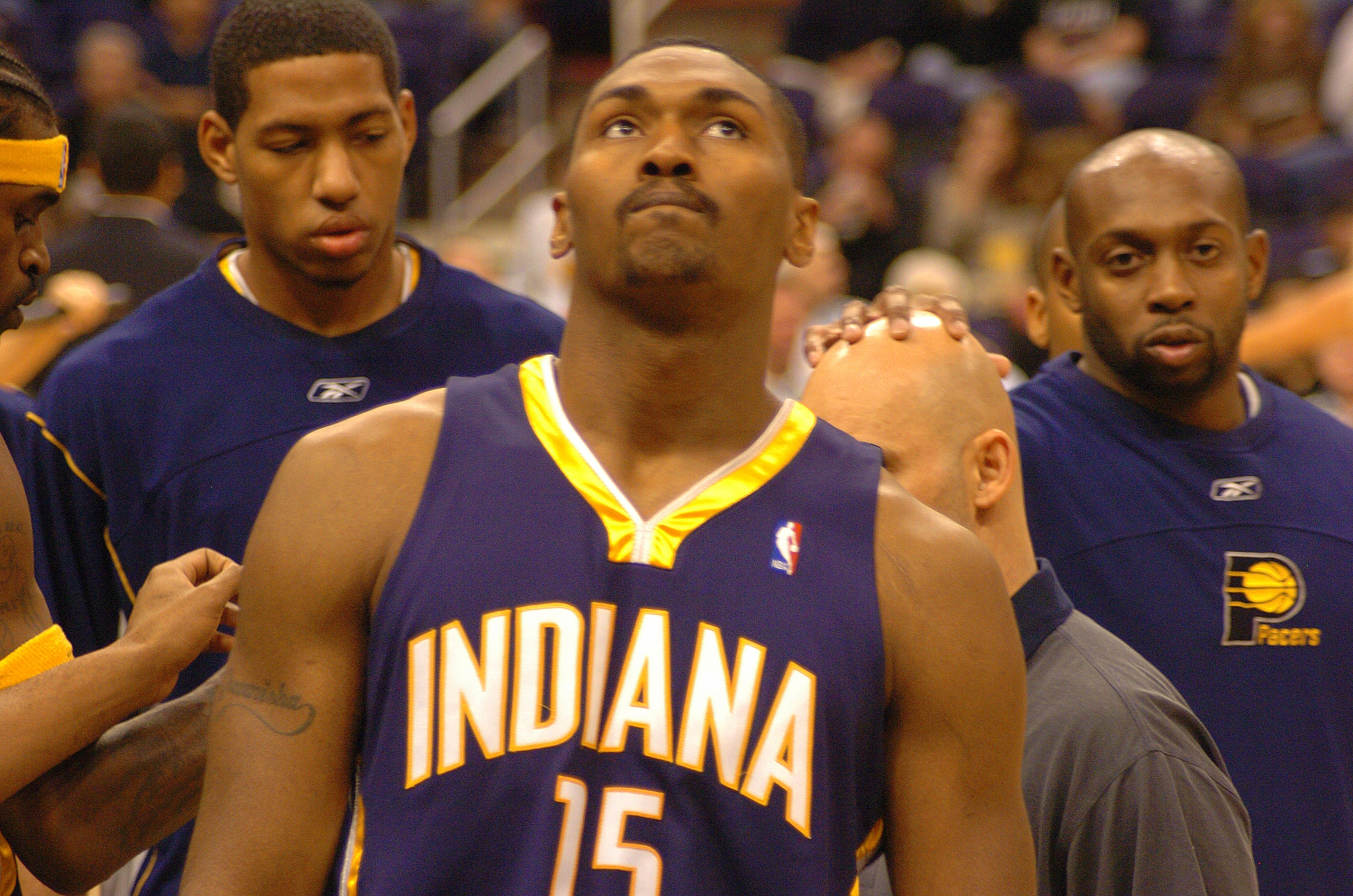
World Peace avec les Pacers

Il reste deux ans et demi dans l'Illinois avant d'être transféré chez les Pacers de l'Indiana où il s'impose rapidement. Il est élu meilleur défenseur de l'année (NBA Defensive Player of the Year) en 2004.
Le 19 novembre 2004, à la fin d'une rencontre entre les Pacers et les Pistons de Détroit, Artest commet une faute grossière sur Ben Wallace qui le repousse violemment. Alors que le ton monte entre les deux équipes, Artest, à ce moment allongé sur le dos, reçoit depuis les gradins un gobelet de bière. Le joueur grimpe alors en furie dans les gradins pour retrouver l'auteur du geste. L'incident manque de tourner à l'émeute. Ron Artest se retrouve suspendu pour le reste de la saison, soit 72 matchs. C'est la plus grosse suspension jamais infligée par la ligue pour une raison autre que le dopage ou la consommation de drogue.
De retour sur les parquets pour la saison 2005-2006, il exprime très rapidement son désir d'être transféré.

#### Kings de Sacramento (2006-2008)
Après six semaines d'attente où il est placé sur la liste des joueurs inactifs, il est finalement échangé aux Kings de Sacramento contre Predrag Stojaković le 26 janvier 2006. Son impact sur la franchise de Sacramento est immédiat et il porte les Kings de Sacramento jusqu'aux playoffs où ils sont éliminés par les Spurs de San Antonio 4-2.

#### Rockets de Houston (2008-2009)
Après trois saisons passées chez les Kings, il est échangé le 14 août 2008 avec Sean Singletary et Patrick Ewing Jr. aux Rockets de Houston contre Bobby Jackson, Donté Greene et un futur premier tour de draft 2009. Il porte le n°96. Lors des playoffs NBA 2009, les Rockets, privés de Tracy McGrady, puis Dikembe Mutombo, puis Yao Ming, réussissent un bon parcours : ils battent les Trail Blazers de Portland et inquiètent les Lakers de Los Angeles grâce aux bonnes performances de Luis Scola, d'Aaron Brooks et d'Artest.

#### Lakers de Los Angeles (2009-2013)

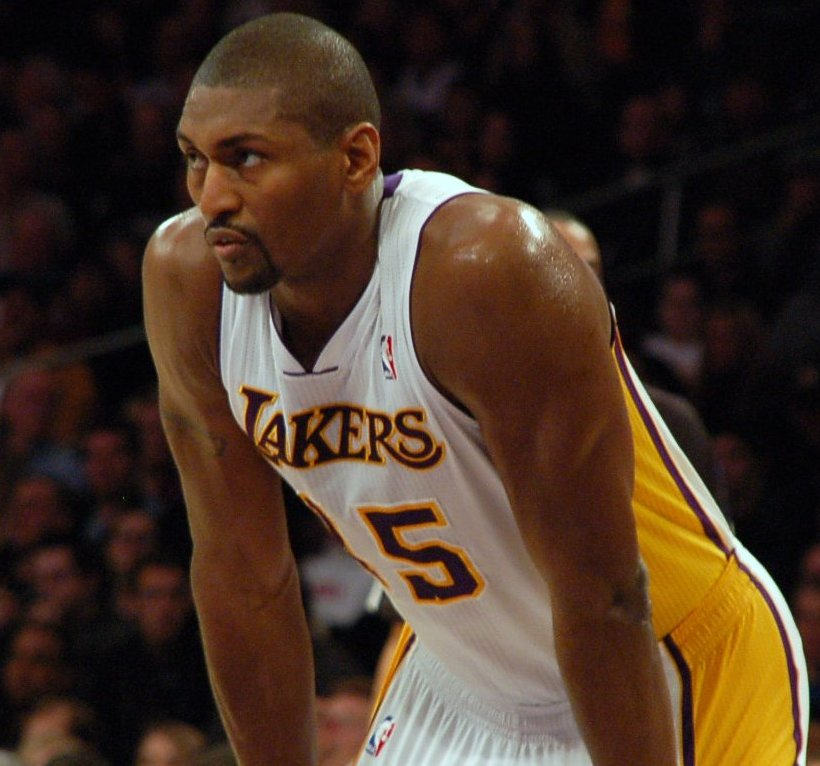
World Peace sous le maillot des Lakers

À la fin de la saison 2008-2009, Artest est agent libre et signe aux Lakers de Los Angeles un contrat de 3 ans pour 18 millions de dollars. Il remporte ainsi son premier titre NBA en gagnant la finale de la saison 2009-2010 contre les Celtics de Boston.
Durant sa carrière, Artest porte de nombreux numéros : le 15 chez les Bulls de Chicago, le 93 et le 34 avec les Kings de Sacramento, le 23 et le 91 avec les Pacers de l'Indiana, le 96 aux Rockets de Houston, et le 37 lors de sa première saison chez les Lakers de Los Angeles. Pour la saison 2010-2011, il retrouve le numéro 15.
À cause de sa défense rugueuse, de son attitude et de ses nombreuses provocations, il est souvent impliqué dans des incidents de jeu envers d'autres joueurs qui se terminent souvent par des gestes déplacés voire des bagarres.
Le 22 avril 2012, après un dunk face à Oklahoma City, il se tape la poitrine et donne un violent coup de coude dans la tête de James Harden. Harden tombe au sol et World Peace est expulsé de la rencontre. Harden est diagnostiqué avec une commotion cérébrale. La NBA le suspend 7 matches.
En juillet 2013, Metta Sandiford-Artest est licencié par les Lakers selon une clause d'« amnistie » qui permet aux Lakers d'économiser 14 millions de dollars dus à World Peace pour son salaire de la saison 2013-2014.
Cette amnistie est décidée par les dirigeants en opposition à Kobe Bryant qui voulait le garder dans l'effectif ainsi que de Mike d'Antoni qui a déclaré « Évidemment c’est un résultat de l’accord collectif NBA. En tant que personne et que joueur, je ne pourrais pas trouver quelqu’un de meilleur. Il est super. J’ai adoré le coacher. J’espère qu’il trouvera quelque chose de bien, il le mérite. Ce ne sont pas les coachs qui ont décidé, ce sont les dirigeants.»

#### Knicks de New York (2013-2014)
Durant l'été 2013, il s'engage avec les Knicks de New York en tant qu'agent libre.
Le 24 février 2014, il est coupé par les Knicks et souhaite jouer pour le Heat, le Thunder ou les Spurs. Cependant, les Spurs ne sont pas intéressés. Au début du mois de mars, il se dit intéressé par rejoindre les Pistons de Détroit.

#### Passage en Chine puis en Italie (2014-2015)
Le 4 août 2014, ne trouvant pas de club en NBA, World Peace signe chez les Sichuan Blue Whales, un club chinois pour un contrat de 1,4 million de dollars. En décembre 2014, blessé au genou, il est licencié et remplacé par Daniel Orton.
Le 24 mars 2015, World Peace signe au Pallacanestro Cantù, club de première division italienne pour le reste de la saison 2014-2015 de Lega Basket Serie A,. Le 27 mai 2015, lors du cinquième match du quart de finale perdu contre le Reyer Venezia Mestre qui met un terme à la saison de Cantù, World Peace est éjecté du match qu'il termine avec cinq fautes après s'être impliqué dans une embuscade lors du dernier quart-temps. En juillet 2015, il quitte le club italien car les deux parties n'ont pas trouvé un nouvel accord de contrat.

#### Retour aux Lakers de Los Angeles (2015-2017)
Le 24 septembre 2015, World Peace signe pour un an avec les Lakers de Los Angeles, équipe où il a joué durant quatre saisons entre 2009 et 2013.

### Changement officiel de nom
Au mois de juin 2011, il souhaite changer son nom en Metta World Peace et ce pour des raisons personnelles. Ce changement de nom est autorisé par une cour de Los Angeles en septembre 2011 puis validé par la NBA qui autorise le joueur à porter ce nom sur son maillot en novembre. « Mettā » en pali, ou « Maitrī » en sanskrit, est un terme utilisé notamment par les bouddhistes pour désigner un « amour bienveillant ». « World Peace » signifie « paix universelle » en anglais.
En août 2014, World Peace, qui joue alors en Chine, annonce son intention de changer de nouveau de nom pour s'appeller « The Panda's Friend »,.
À l'été 2018, Metta World Peace participe à des rencontres de basket-ball de la BIG3 league sous le nom de Ron Artest.
En 2020, il change une nouvelle fois de nom à la suite de son mariage, pour se faire appeler désormais Metta Sandiford-Artest.

### Carrière musicale
Sa deuxième passion est la musique. Le natif de New York est bercé par les sons de Mobb Deep ou encore de Nas (son voisin de palier). Grâce à sa reconnaissance sportive, il peut enfin réaliser son rêve et sortir son propre disque avec son label Tru Warier. Son album My World sort en 2006. On y note la participation de Puff Daddy, Mike Jones ou encore Capone.

### Carrière télévisuelle
En 2011 il participe à la 13e saison de l'émission Dancing with the Stars. Il est le premier éliminé avec sa partenaire Peta Murgatroyd. 
En 2018 il participe à la première saison de Celebrity Big Brother sur CBS.

## Clubs successifs
- 1999-février 2002 :  Bulls de Chicago

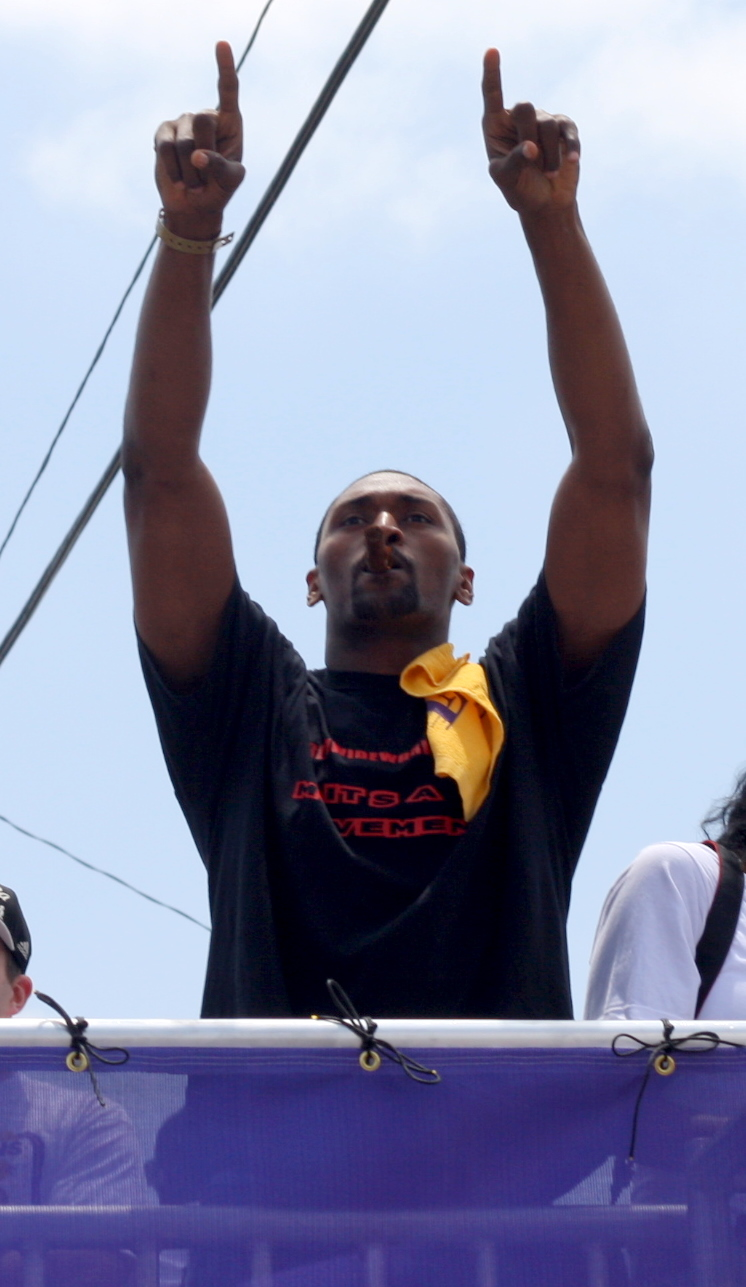
Metta World Peace en juin 2010

- février 2002 - janvier 2006 :  Pacers de l'Indiana
- janvier 2006 - août 2008 :  Kings de Sacramento
- août 2008 - juillet 2009 :  Rockets de Houston
- 2009 - 2013 :  Lakers de Los Angeles
- 2013 - février 2014:  Knicks de New York
- 2014 :  Sichuan Blue Whales
- 2015 :  Pallacanestro Cantù
- 2015 - 2017 :  Lakers de Los Angeles

## Palmarès

### En franchise
- Champion NBA en 2010 avec les Lakers de Los Angeles.
- Champion de la Conférence Ouest en 2010 avec les Lakers de Los Angeles.
- Champion de la Division Pacifique en 2010, 2011 et 2012 avec les Lakers de Los Angeles.

### Distinctions personnelles
- Sélectionné dans le All-Rookie Second Team (deuxième équipe type des rookies) en 2000[21]
- Sélectionné dans le All-NBA Third Team (troisième équipe type de la ligue) en 2004[22]
- Élu meilleur défenseur de la ligue en 2004[1]
- Sélectionné dans le All-Defensive First Team (équipe type défensive) en 2004 et 2006[23]
- Sélectionné dans le All-Defensive Second Team (deuxième équipe type défensive) en 2003 et 2009[23]
- Sélectionné pour le All-Star Game en 2004[24]
- J. Walter Kennedy Citizenship Award en 2011.

## Statistiques
| Champion NBA | Défenseur de l'année |

gras = ses meilleures performances

### Saison régulière
| Saison        | Équipe        | Matchs | Titul. | Min./m | % Tir | % 3pts | % LF | Rbds/m. | Pass/m. | Int/m. | Ctr/m. | Pts/m. |
| ------------- | ------------- | ------ | ------ | ------ | ----- | ------ | ---- | ------- | ------- | ------ | ------ | ------ |
| 1999-2000     | Chicago       | 72     | 63     | 31.1   | .407  | .314   | .674 | 4.3     | 2.8     | 1.7    | .5     | 12.0   |
| 2000-2001     | Chicago       | 76     | 74     | 31.1   | .401  | .291   | .750 | 3.9     | 3.0     | 2.0    | .6     | 11.9   |
| 2001-2002     | Chicago       | 27     | 26     | 30.5   | .433  | .396   | .628 | 4.9     | 2.9     | 2.8    | .9     | 15.6   |
| 2001-2002     | Indiana       | 28     | 24     | 29.3   | .411  | .215   | .733 | 5.0     | 1.8     | 2.4    | .6     | 10.9   |
| 2002-2003     | Indiana       | 69     | 67     | 33.6   | .428  | .336   | .736 | 5.2     | 2.9     | 2.3    | .7     | 15.5   |
| 2003-2004     | Indiana       | 73     | 71     | 37.2   | .421  | .310   | .733 | 5.3     | 3.7     | 2.1    | .7     | 18.3   |
| 2004-2005     | Indiana       | 7      | 7      | 41.6   | .496  | .412   | .922 | 6.4     | 3.1     | 1.7    | .9     | 24.6   |
| 2005-2006     | Indiana       | 16     | 16     | 37.7   | .460  | .333   | .612 | 4.9     | 2.2     | 2.6    | .7     | 19.4   |
| 2005-2006     | Sacramento    | 40     | 40     | 40.1   | .383  | .302   | .717 | 5.2     | 4.2     | 2.0    | .8     | 16.9   |
| 2006-2007     | Sacramento    | 70     | 65     | 37.7   | .440  | .358   | .740 | 6.5     | 3.4     | 2.1    | .6     | 18.8   |
| 2007-2008     | Sacramento    | 57     | 54     | 38.1   | .453  | .380   | .719 | 5.8     | 3.5     | 2.3    | .7     | 20.5   |
| 2008-2009     | Houston       | 69     | 55     | 35.5   | .401  | .399   | .748 | 5.2     | 3.3     | 1.5    | .3     | 17.1   |
| 2009-2010     | L.A. Lakers   | 77     | 77     | 33.8   | .414  | .355   | .688 | 4.3     | 3.0     | 1.4    | .3     | 11.0   |
| 2010-2011     | L.A. Lakers   | 82     | 82     | 29.4   | .397  | .356   | .676 | 3.3     | 2.1     | 1.5    | .4     | 8.5    |
| 2011-2012     | L.A. Lakers   | 64     | 45     | 26.9   | .394  | .296   | .617 | 3.4     | 2.2     | 1.1    | .4     | 7.7    |
| 2012-2013     | L.A. Lakers   | 75     | 66     | 33.7   | .403  | .342   | .734 | 5.0     | 1.5     | 1.6    | .6     | 12.4   |
| 2013-2014     | New York      | 29     | 1      | 13.4   | .397  | .315   | .625 | 2.0     | .6      | .8     | .3     | 4.8    |
| 2015-2016     | L.A. Lakers   | 35     | 5      | 16.9   | .311  | .310   | .702 | 2.5     | .8      | .6     | .3     | 5.0    |
| 2016-2017     | L.A. Lakers   | 25     | 2      | 6.4    | .279  | .237   | .625 | .8      | .4      | .4     | .1     | 2.3    |
| Carrière      | Carrière      | 991    | 840    | 31.7   | .414  | .339   | .715 | 4.5     | 2.7     | 1.7    | .5     | 13.2   |
| All-Star Game | All-Star Game | 1      | 0      | 17.0   | .600  | .000   | .500 | 3.0     | 3.0     | 1.0    | .0     | 7.0    |

### Playoffs
| Saison   | Équipe      | Matchs | Titul. | Min./m | % Tir | % 3pts | % LF  | Rbds/m. | Pass/m. | Int/m. | Ctr/m. | Pts/m. |
| -------- | ----------- | ------ | ------ | ------ | ----- | ------ | ----- | ------- | ------- | ------ | ------ | ------ |
| 2002     | Indiana     | 5      | 5      | 33.4   | .407  | .462   | .692  | 6.0     | 3.2     | 2.6    | .6     | 11.8   |
| 2003     | Indiana     | 6      | 6      | 42.0   | .389  | .387   | .800  | 5.8     | 2.2     | 2.5    | 1.0    | 19.0   |
| 2004     | Indiana     | 15     | 15     | 38.9   | .378  | .288   | .718  | 6.5     | 3.2     | 1.4    | 1.1    | 18.4   |
| 2006     | Sacramento  | 5      | 5      | 39.6   | .383  | .333   | .696  | 5.0     | 3.0     | 1.6    | .8     | 17.4   |
| 2009     | Houston     | 13     | 13     | 37.5   | .394  | .277   | .714  | 4.3     | 4.2     | 1.1    | .2     | 15.6   |
| 2010     | L.A. Lakers | 23     | 23     | 36.5   | .398  | .291   | .579  | 4.0     | 2.1     | 1.5    | .5     | 11.2   |
| 2011     | L.A. Lakers | 9      | 9      | 31.9   | .443  | .321   | .762  | 4.6     | 2.2     | 1.1    | .8     | 10.6   |
| 2012     | L.A. Lakers | 6      | 6      | 39.3   | .367  | .389   | .750  | 3.5     | 2.3     | 2.2    | .7     | 11.7   |
| 2013     | L.A. Lakers | 3      | 3      | 28.0   | .250  | .143   | 1.000 | 3.7     | 1.7     | .7     | .3     | 6.0    |
| Carrière | Carrière    | 85     | 85     | 36.9   | .389  | .308   | .714  | 4.8     | 2.8     | 1.5    | .7     | 13.9   |

## Records sur une rencontre en NBA
Les records personnels de Metta World Peace en NBA sont les suivants, :
| Type de statistique        | Saison régulière | Saison régulière         | Saison régulière | Playoffs | Playoffs                  | Playoffs      |
| Type de statistique        | Record           | Adversaire               | Date             | Record   | Adversaire                | Date          |
| -------------------------- | ---------------- | ------------------------ | ---------------- | -------- | ------------------------- | ------------- |
| Points                     | 39               | 2 fois                   | 2 fois           | 28       | @ Heat de Miami           | 12 mai 2004   |
| Paniers marqués            | 15               | 2 fois                   | 2 fois           | 12       | @ Heat de Miami           | 12 mai 2004   |
| Paniers tentés             | 29               | @ Cavaliers de Cleveland | 3 novembre 2004  | 23       | 2 fois                    | 2 fois        |
| Paniers à 3 points réussis | 6                | @ Bulls de Chicago       | 28 février 2009  | 4        | 7 fois                    | 7 fois        |
| Paniers à 3 points tentés  | 12               | @ Bulls de Chicago       | 28 février 2009  | 11       | 2 fois                    | 2 fois        |
| Lancers francs réussis     | 15               | 2 fois                   | 2 fois           | 10       | 3 fois                    | 3 fois        |
| Lancers francs tentés      | 21               | @ Nets du New Jersey     | 23 février 2007  | 15       | @ Heat de Miami           | 18 mai 2004   |
| Rebonds offensifs          | 6                | 4 fois                   | 4 fois           | 6        | @ Heat de Miami           | 12 mai 2004   |
| Rebonds défensifs          | 12               | @ Bulls de Chicago       | 3 novembre 2006  | 10       | @ Pistons de Détroit      | 1er juin 2004 |
| Rebonds totaux             | 16               | @ 76ers de Philadelphie  | 16 décembre 2012 | 12       | Spurs de San Antonio      | 28 avril 2006 |
| Passes décisives           | 11               | @ Nuggets de Denver      | 8 décembre 2007  | 9        | Trail Blazers de Portland | 26 avril 2009 |
| Interceptions              | 8                | 4 fois                   | 4 fois           | 5        | 2 fois                    | 2 fois        |
| Contres                    | 4                | 6 fois                   | 6 fois           | 4        | Celtics de Boston         | 29 avril 2003 |
| Balles perdues             | 8                | 76ers de Philadelphie    | 5 novembre 2005  | 5        | @ Heat de Miami           | 18 mai 2004   |
| Minutes jouées             | 53               | Knicks de New York       | 16 novembre 2007 | 47       | Celtics de Boston         | 21 avril 2003 |

- Double-double : 42 (dont 6 en playoffs)
- Triple-double : 0

## Filmographie
- 2012 : Think Like a Man de Tim Story : lui-même
- 2012 : La Onzième victime (The Eleventh Victim) (TV) : Garlin Fincher
- 2019 : Hawaii 5-0 (S10E08) : lui-même

## Pour approfondir